# Sean Kinney
Sean Howard Kinney (ur. 27 maja 1966 w Renton) – amerykański muzyk, kompozytor, perkusista, współzałożyciel oraz członek zespołu muzycznego Alice in Chains. W latach 2001–2002 współtworzył supergrupę Spys4Darwin, składającą się z muzyków Alice in Chains oraz Queensrÿche. Z zespołem zrealizował minialbum Microfish, którego premiera odbyła się w roku 2001. Kinney wydał także sygnowany własnym imieniem i nazwiskiem model pałeczek perkusyjnych Vater VHSKW. Od 2009 jest współwłaścicielem popularnego klubu muzycznego Crocodile Cafe mieszczącego się w Seattle.
W 2009 Kinney został sklasyfikowany na 100. pozycji w zestawieniu „100 najlepszych perkusistów”, przygotowanym przez dwutygodnik Rolling Stone. Cztery lata później, sklasyfikowany został na 92. pozycji zestawienia „100 najlepszych perkusistów muzyki alternatywnej”, przygotowanego przez amerykański dwumiesięcznik Spin.

## Życiorys

### Młodość
Sean Kinney urodził się w miejscowości Renton w stanie Waszyngton 27 maja 1966. Swój pierwszy zestaw perkusyjny otrzymał w wieku 5 lat. Gdy miał 9 lat, występował w zespole swojego dziadka – The Cross Cats – z którym podróżował w różnych miejscach. Kinney dorastał w Renton, gdzie uczęszczał do Liberty High School w Issaquah School District. Jego ojciec był policjantem a matka wchodziła w skład zarządu miasta. Po rozwodzie rodziców, opiekowała się nim jego siostra. W roku 1979 za pośrednictwem ogłoszenia zamieszczonego w gazecie, został perkusistą w amatorskim zespole Cyprus, którego założycielem był Mike Starr. Obaj muzycy musieli w krótkim odstępie czasu opuścić grupę, gdyż byli za młodzi.

### Działalność artystyczna
W pierwszej połowie lat 80. Kinney opuścił rodzinny dom. W roku 1985 spotkał wokalistę Layne’a Staleya, gdy ten wraz ze swoim zespołem grał koncert w miejscu zwanym Alki Beach Park. „Layne i Jerry szukali wówczas kogoś do zespołu. Jerry wiedział, że Mike Starr grał z nim w zespole Gypsy Rose, dostał także mój numer telefonu od Layne’a. Zadzwonił do mnie po jakimś czasie. Poszedłem więc ze swoją dziewczyną do studia, by przesłuchać kilka taśm demo (...) Okazało się, że moja dziewczyna jest siostrą Mike’a Starra, z którym grałem już kiedyś muzykę, gdy mieliśmy 12 lat”. W roku 1986 Kinney został perkusistą w zespole Diamond Lie, który po roku funkcjonowania, został przekształcony w Alice in Chains.

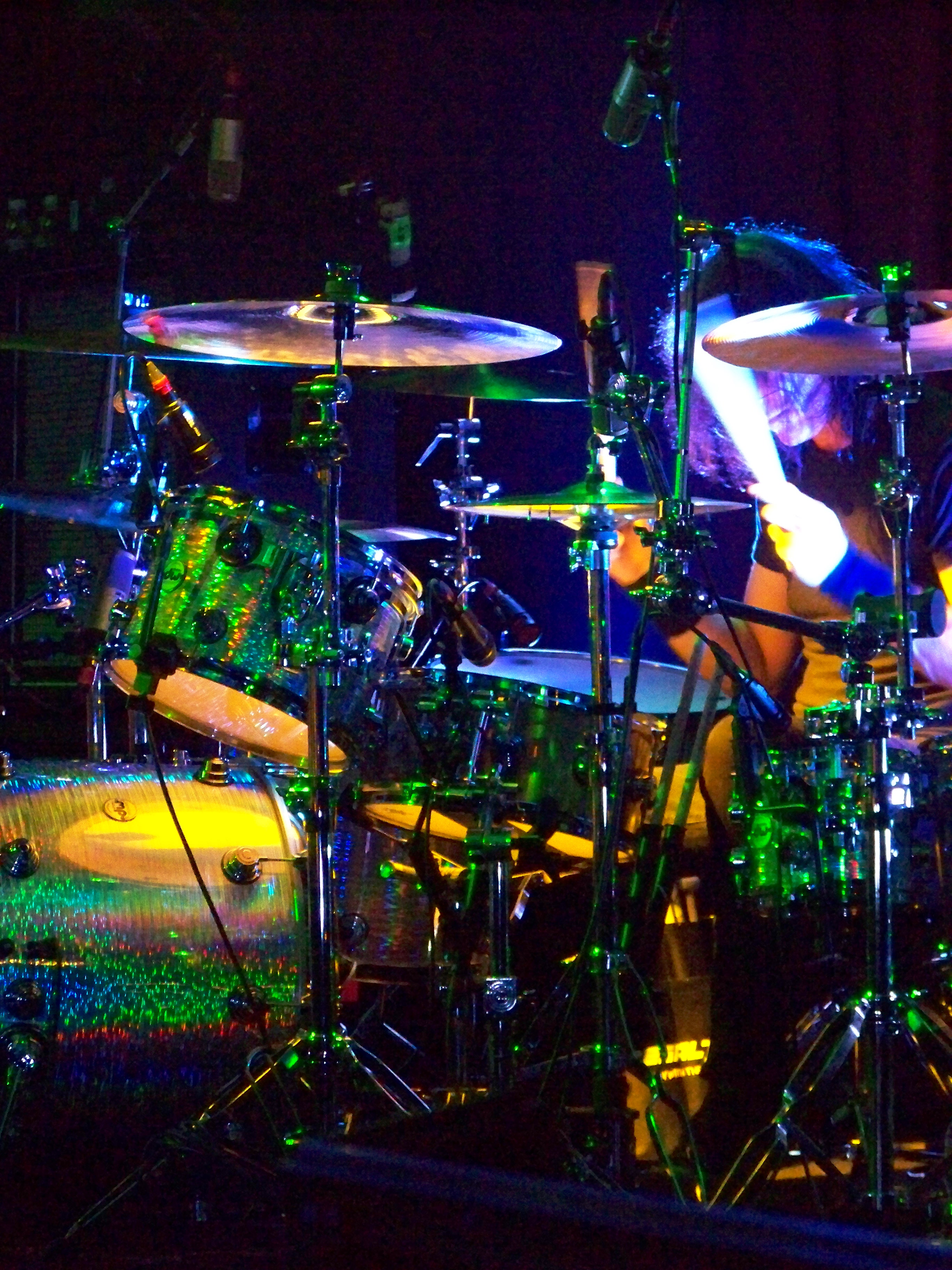
Sean Kinney podczas koncertu w klubie Paradise Rock, 7 września 2009

Grupa z dużym powodzeniem zaczęła regularnie koncertować po amerykańskich klubach położonych na północno-zachodnim wybrzeżu. Dziennikarz muzyczny Jeff Gilbert napisał: „Sean Kinney na żywo bardzo przypominał styl Bonhama”. W trakcie sesji nagraniowej do albumu Facelift, Kinney swoje partie perkusji rejestrował ze złamaną ręką. Ron Champagne, który pełnił rolę inżyniera dźwięku podczas sesji, przyznał w jednej wypowiedzi, że początkowo przeprowadzano próby z innymi muzykami, między innymi Mattem Chamberlinem. Efekty jednak nie były zadowalające. „Naszą wspólną rozmowę podsłuchał Sean, który był w pokoju kontrolnym tuż obok. Wstał, udał się do studia warsztatów, gdzie z pomocą piły ściągnął gips ze swojej ręki, po czym wrócił i powiedział tylko „możemy zaczynać”. Podziwiałem go, bo za każdym razem, kiedy mocniej uderzał, widziałem na jego twarzy ogromny grymas bólu. To było całkowicie szalone” – przyznał Champagne . Aby częściowo uśmierzyć ból, Kinney zanurzał rękę w wiadrze z lodem. Po wydaniu albumu, zespół intensywnie koncertował u boku takich wykonawców jak Extreme, Iggy Pop, Megadeth, Van Halen. W lecie 1991 grupa wzięła udział w amerykańskiej edycji festiwalu muzyki metalowej Clash of the Titans, występując jako support przed zespołami Anthrax, Megadeth oraz Slayer. W trakcie koncertu w Red Rocks Amphitheatre w Morrison 5 czerwca, zespół został obrzucony butelkami. Jedna z nich, trafiła i uszkodziła zestaw perkusyjny Kinneya.
Pod koniec listopada, muzycy zarejestrowali w London Bridge Studio w Seattle minialbum Sap, utrzymany w klimacie muzyki akustycznej. Jak mówi jedna z historii, powodem jego nagrania oraz nazwy, był sen jaki miał Sean Kinney. Muzykowi przyśniło się, że zespół nagrał kilka utworów i zamieścił je na akustycznym minialbumie, który nazwano Sap. Następnego dnia perkusista opowiedział o tym pomyśle kolegom z zespołu i materiał został nagrany w przeciągu niespełna tygodnia. Kinney był pomysłodawcą utworu „Love Song”, który znalazł się w formie ukrytej ścieżki na minialbumie. Kompozycja ma charakter wspólnego żartu całego zespołu. Muzycy pozamieniali się instrumentami, a sama muzyka, jak i tekst, są jedynie efektem improwizacji. Jest to jedyny utwór w dorobku zespołu, w którym wokalnie udziela się Kinney.
We wrześniu 1992 grupa wydała album studyjny Dirt, który okazał się dużym sukcesem. Zespół udał się w ogólnoświatowe tournée Down in Your Hole Tour, występując między innymi u boku Ozzy’ego Osbourne’a. Po występie w Rio de Janeiro w Brazylii 22 stycznia, gdzie zespół koncertował w ramach Hollywood Rock, Mike Starr zmagający się z coraz większym uzależnieniem od heroiny, o mało nie doprowadził do przedawkowania. Po tym incydencie, członkowie grupy zdecydowali się na pierwszą zmianę personalną. Kinney zadzwonił do ówczesnego basisty Osbourne’a, Mike’a Ineza z propozycją współpracy. Po uzupełnieniu składu, kwartet koncertował intensywnie w Stanach Zjednoczonych oraz kontynencie europejskim. Od 20 do 30 października zespół występował w Azji oraz kontynencie australijskim. Trasa została zakończona przedwcześnie po incydencie, jaki miał miejsce w trakcie występu w Festival Hall w Melbourne 30 października. Kinney zmęczony intensywnością trasy, po wykonaniu kompozycji „We Die Young”, zszedł ze sceny, odmawiając dokończenia koncertu. Zastąpił go ówczesny perkusista Suicidal Tendencies, Jimmy DeGrasso.

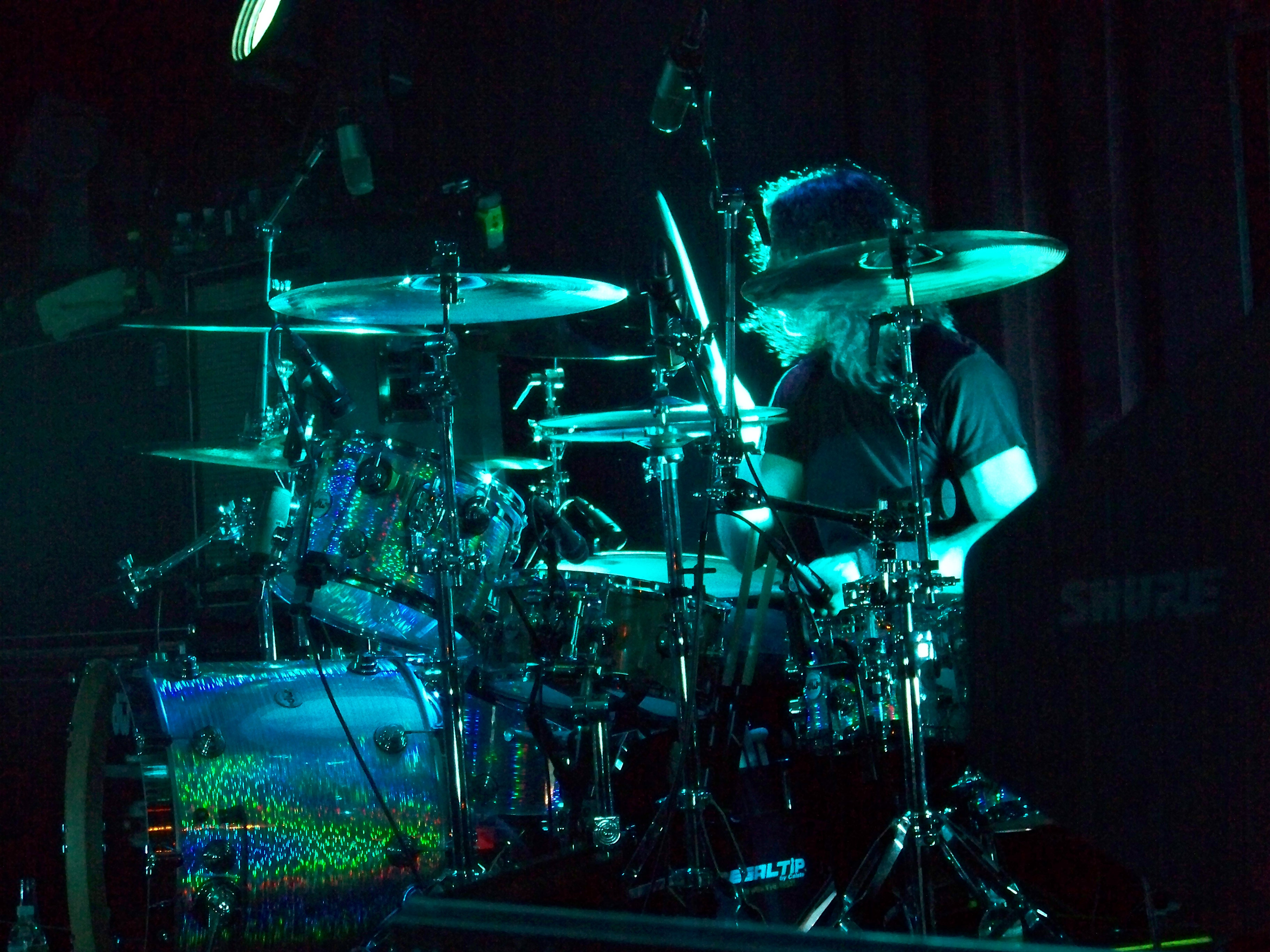
Sean Kinney w trakcie koncertu, Boston, 7 września 2009

Grupa w 1994 zagrała jeden koncert. Był to akustyczny występ, który odbył się w Hollywood Palladium 7 stycznia, podczas benefisu Johna Norwooda Fishera z grupy Fishbone. 25 stycznia 1994 zespół opublikował minialbum Jar of Flies , utrzymany w klimacie muzyki akustycznej, alternatywnej oraz blues-rocka. Okazał się on dużym sukcesem, docierając na szczyt zestawienia Billboard 200, przechodząc tym samym do historii jako pierwszy album wydany w formacie EP, który tego dokonał . Zespół planował w lipcu ruszyć w trasę Shit Hits the Sheds Tour wraz z grupami Danzig, Fight oraz Suicidal Tendencies, występując jako support przed zespołem Metallica, a także wystąpić w sierpniu na Festiwalu w Woodstock, lecz, kiedy Staley przyszedł na jedną z prób zespołu będąc pod wpływem narkotyków, Kinney odmówił dalszej chęci grania z wokalistą. Ostatecznie na jeden dzień przed rozpoczęciem trasy (15 lipca), zespół zmuszony został odwołać swoje występy i postanowił zrobić sobie przerwę w działalności koncertowej. „Nie byliśmy wtedy ze sobą szczerzy. Gdybyśmy dalej to ciągnęli, byłoby spore prawdopodobieństwo, że pożarlibyśmy się na trasie, a zdecydowanie nie chcieliśmy, by coś takiego wydarzyło się publicznie” – podsumował całą sytuację Kinney.
7 listopada ukazał się trzeci studyjny album zespołu, zatytułowany Alice in Chains . Początkowo miał on ukazać się pod nazwą Tripod. „Jako dzieciak roznosiłem gazety. I bez przerwy ganiał mnie pies z trzema nogami. Wołano na niego Tripod. Był naprawdę wredny. Chciałem nazwać płytę Tripod, ale koledzy się nie zgodzili” – wspominał Kinney. Zespół ponownie zrezygnował z trasy koncertowej. Miało to związek z pogłębiającym się uzależnieniem Staleya od heroiny. Kinney udzielał się w projekcie muzycznym będącym hołdem złożonym dla muzyka country Willie Nelsona. W skład zespołu weszli ponadto: Johnny Cash, Kim Thayil oraz Krist Novoselic. Muzycy nagrali wspólnie utwór „Time of the Preacher”, który znalazł się na tribute albumie Twisted Willie. 10 kwietnia 1996 grupa Alice in Chains zagrała pierwszy występ od 7 stycznia 1994. Miał on miejsce w Majestic Theatre w Brooklyn Academy of Music w Nowym Jorku. Odbył się on w ramach cyklu koncertów MTV Unplugged . Zarejestrowany materiał ukazał się 30 lipca 1996 na albumie Unplugged . Na przełomie czerwca i lipca, zespół zagrał 4 koncerty, występując jako support dla zespołu Kiss w ramach Alive/Worldwide Tour.
Kinney w roku 1998 wraz z Mike Inezem wystąpił na solowej płycie Cantrella – Boggy Depot. Muzyk jesienią powrócił wraz z zespołem do studia, by zarejestrować dwa nowe utwory, specjalnie na potrzeby albumu kompilacyjnego. Wówczas nagrane zostały kompozycje „Get Born Again” oraz „Died”. Była to ostatnia wspólna sesja zespołu. W tym samym roku, Kinney wraz z Cantrell wzięli udział w sesji nagraniowej albumu Garage Inc. grupy Metallica. Muzycy wystąpili między innymi obok Gary’ego Rossingtona oraz Jima Martina w coverze „Tuesday’s Gone” z repertuaru Lynyrd Skynyrd. Następnie muzyk wycofał się z życia publicznego, skupiając się na innych zajęciach i relacjach z przyjaciółmi „To były bardzo trudne czasy dla nas wszystkich, a ja nie wiedziałem jak bardzo chciałem mieć do czynienia publicznie z tym wszystkim” – przyznawał w jednym z późniejszych wywiadów.

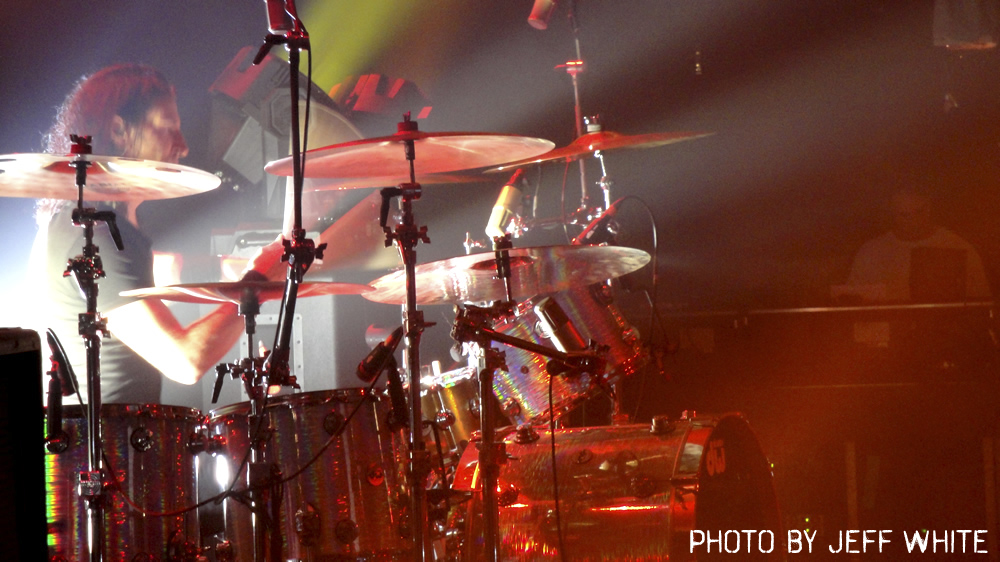
Sean Kinney podczas koncertu w Seattle, 24 września 2009

W roku 2001 Kinney wraz z byłym gitarzystą Queensrÿche, Chrisem DeGarmo, utworzył supergrupę Spys4Darwin. Skład zespołu uzupełnili basista Mike Inez oraz wokalista Vinnie Dombroski. Grupa nagrała wspólnie minialbum Microfish wydany w maju 2001, po czym w 2002 zakończyła działalność.
Pod koniec stycznia 2005 Kinney, zainicjował pomysł charytatywnego koncertu Alice in Chains na rzecz ofiar Tsunami z 2004 roku. „Wszyscy widzieliśmy co się stało. To była ogromna tragedia. Zadzwoniłem więc do Jerry’ego i Mike’a i zdaliśmy sobie sprawę, że naprawdę możemy pomóc niektórym z tych osób” – przyznał muzyk. Występ zespołu odbył się 18 lutego w Premier Nightclub w Seattle. Od tego momentu, wydał z reaktywowanym zespołem Alice in Chains dwa studyjne albumy – Black Gives Way to Blue we wrześniu 2009 oraz The Devil Put Dinosaurs Here w maju 2013.
30 stycznia 2015 Kinney wziął udział w specjalnym koncercie Mad Season, zatytułowanym „Sonic Evolution”, który odbył się w Benaroya Hall. Wówczas na scenie przy akompaniamencie orkiestry symfonicznej z Seattle, na scenie wystąpili oryginalni, żyjący członkowie supergrupy – Barrett Martin oraz Mike McCready, a także Chris Cornell, Duff McKagan, Jeff Ament, Matt Cameron oraz Stone Gossard. Kinney wystąpił w utworze „All Alone”, gdzie zagrał na kongach, do puszczonego z taśmy głosu Staleya.

## Instrumentarium

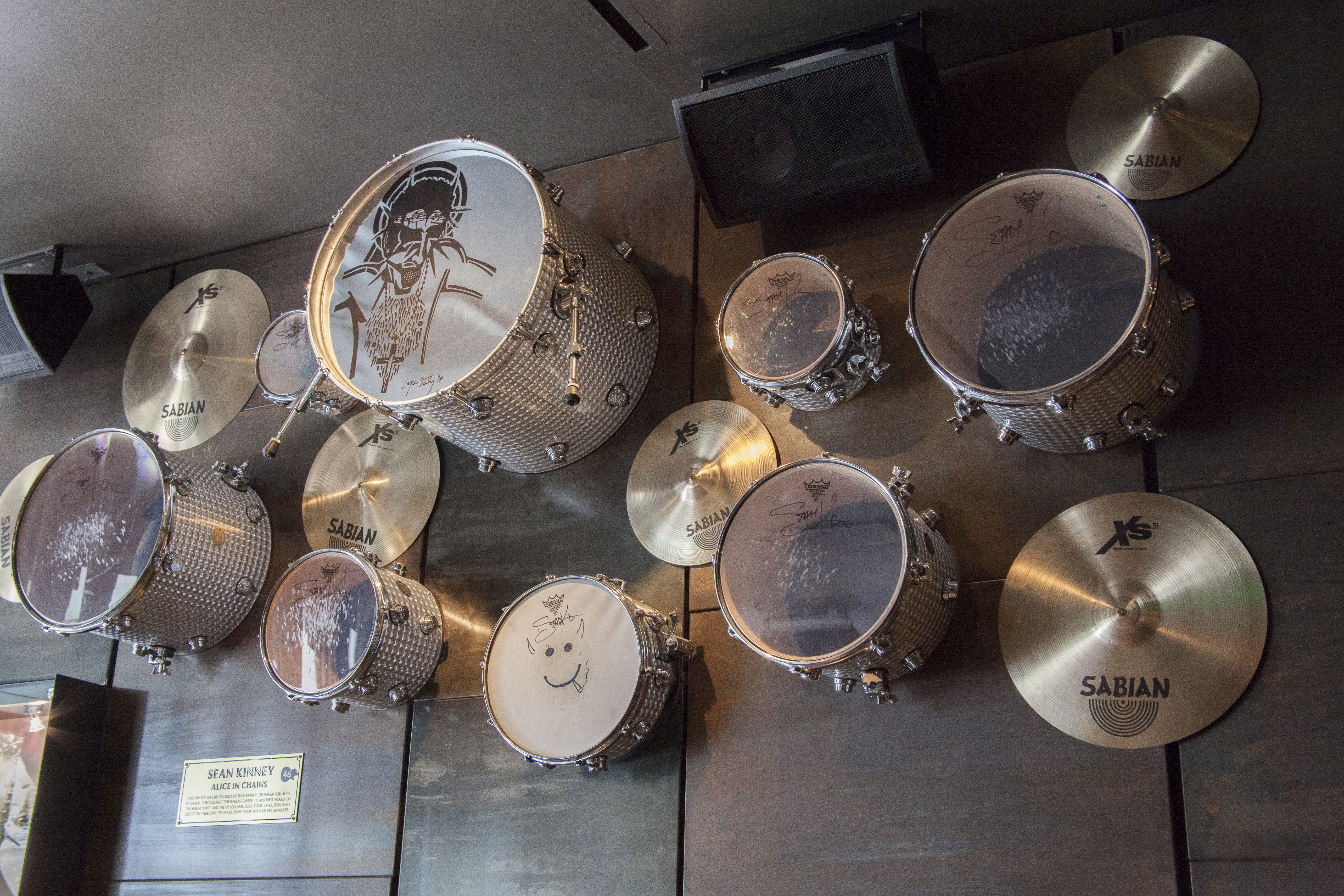
Zestaw perkusyjny Seana Kinneya mieszczący się w Hard Rock Cafe w Seattle

Opracowano na podstawie materiału źródłowego:
Drum Workshop:
- 23" x 18" Bass Drum
- 14" x 7" Edge Snare
- 13" x 9" Tom
- 16" x 14" Floor Tom
- 18" x 16" Floor Tom
- 15" x 13" Floor Tom
- 8" x 7" Tom

Talerze perkusyjne Sabian:
- 15" Sizzle HH Hit-Hat
- 19" AA Rock Crash
- 7" Vault Radia Bell
- 20" AA Rock Crash
- 9" Vault Radia Bell
- 24" Vault Liquid Ride
- 21" Medium Crash/Ride
- 19" Paragon China
- 22" AA Medium Crash

Naciągi perkusyjne Remo:
- Tom Tom: Coarted Emperor
- Bass Drum: Clar Power stroke3
- Snare: Coated Controlled Sound

Pałeczki perkusyjne:
- Vater Nude Series oraz Vater VHSKW (sygnowany model)

## Dyskografia
Inne
| Album                         | Rok  | Uwagi                                         | Źródło |
| ----------------------------- | ---- | --------------------------------------------- | ------ |
| Jerry Cantrell – Boggy Depot  | 1998 | perkusja                                      | [ 37 ] |
| Metallica – Garage Inc.       | 1998 | dodatkowa perkusja w coverze „Tuesday’s Gone” | [ 40 ] |
| Mad Season – Sonic Revolution | 2015 | gościnnie kongi w utworze „All Alone”         | [ 47 ] |

Single
| Singel                            | Rok  | Uwagi    | Źródło |
| --------------------------------- | ---- | -------- | ------ |
| Jerry Cantrell – „Leave Me Alone” | 1996 | perkusja | [ 49 ] |

Tribute Albumy
| Album          | Rok  | Uwagi    | Źródło |
| -------------- | ---- | -------- | ------ |
| Twisted Willie | 1996 | perkusja | [ 33 ] |

## Filmografia
| Tytuł            | Rok  | Uwagi                                       | Źródło |
| ---------------- | ---- | ------------------------------------------- | ------ |
| Samotnicy        | 1992 | film obyczajowy, reżyseria: Cameron Crowe   | [ 50 ] |
| The Nona Tapes   | 1995 | mockument, reżyseria: Rocky Schenck         | [ 50 ] |
| Pearl Jam Twenty | 2011 | film dokumentalny, reżyseria: Cameron Crowe | [ 50 ] |

## Nagrody i wyróżnienia
Wyróżnienia indywidualne
| Rok  | Kraj              | Miejsce publikacji rankingu | Nazwa rankingu                                     | Pozycja |
| ---- | ----------------- | --------------------------- | -------------------------------------------------- | ------- |
| 2009 | Stany Zjednoczone | Rolling Stone               | „100 najlepszych perkusistów”                      | 100     |
| 2013 | Stany Zjednoczone | Spin                        | „100 najlepszych perkusistów muzyki alternatywnej” | 92      |